# 陳恭炎
陳恭炎（1912年11月14日—1991年4月20日），高雄市左營區埤子頭人，著名中醫師，上海中醫學院畢業，中國醫藥學院創辦人。